# Бессониха (Татарстан)
Бессониха  — село в Елабужском районе Татарстана. Входит в состав Яковлевского сельского поселения.

## География
Находится в северной части Татарстана на расстоянии приблизительно 33 км на запад от города Елабуга в 2 км от реки Вятка.

## История
Основано в XVIII веке.

## Население
Постоянных жителей было в 1859 году — 117, в 1897—186, в 1908—259, в 1920—226, в 1926—249, в 1938—222, в 1949—182, в 1958—144, в 1970 — 81, в 1979 — 35, в 1989 — 25. Постоянное население составляло 24 человека (русские 100 %) в 2002 году, 15 в 2010.